# اوچانگیدورگا
اوچانگیدورگا (به انگلیسی: Uchangidurga) یک روستا در هند است که در کارناتاکا واقع شده‌است.

## خصوصیات
اوچانگیدورگا ۸٬۶۱۶ نفر جمعیت دارد.